# Nous ne ferons jamais de cinéma
Pour plus de détails, voir Fiche technique et Distribution.
Nous ne ferons jamais de cinéma est un moyen métrage d'Alberto Cavalcanti, réalisé en 1932. 

## Fiche technique
- Réalisation : Alberto Cavancanti
- Scénario : René Dorin
- Production : Marc Gelbart
- Pays :  France
- Langue originale : français
- Genre : comédie
- Durée : 32 minutes
- Date de sortie :
  - France : 1932